# Pablo Mazza
Pablo Mazza (Pergamino, 21 dicembre 1989) è un calciatore argentino, attaccante svincolato.

## Carriera
Segna una rete in Europa League 2015-2016 con l'Asteras Tripolīs, contro lo Sparta Praga il 17 settembre 2015.
In carriera ha segnato in totale 4 reti in 16 presenze in Europa League.

## Palmarès

### Club

#### Competizioni nazionali
- Torneo Argentino A: 1

Douglas Haig: 2011-2012